# Thomas de Foix-Lescun
Thomas de Foix, Lescun ura (1485 – Pavia, 1525. március 3.) francia nemes, Tarbes püspöke, majd ikertestvére, Odet de Foix-Lautrec marsall nyomdokain katonai pályára lépett. Fivére oldalán részt vett I. Ferenc király itáliai háborúiban, és 1518-ban maga is Franciaország marsallja lett. A paviai csatában szerzett sebeibe halt bele.

## Származása, családja
A befolyásos, a Pireneusok vidékén jelentős birtokokkal rendelkező foix-i grófi családból származott. Édesapja Jean de Foix-Lautrec (1454–1498 k.), Lautrec és Villemur vikomtja, édesanyja pedig Jeanne d'Aydie, Lescun és Esparros úrnője, Odet d'Aydie guyenne-i admirális, Comminges grófjának leánya és örököse. Thomas-nak három testvére ismert:
- Odet de Foix-Lautrec (1485–1528), Lautrec és Fronsac vikomtja, Beaufort grófja, 1511-től Franciaország marsallja;
- André de Foix-Lesparre (1490–1457), Villemur vikomtja, Montfort grófja, Guyenne helytartója;
- Françoise de Foix (1495 k. – 1537), Jean de Laval-Châteaubriant báró felesége, I. Ferenc király szeretője, aki sokat tett fivérei pályájának támogatásáért.

## Pályája

Lautrec marsall címere: az arany-vörös sávok a Foix-címerből, a vörös ökrös mező a béarniból, az ezüst alapon vörös kereszt pedig a comminges-i grófi címerből származik

Míg testvére XII. Lajos francia király idején katonai szolgálatba állt, Thomas de Foix-t egyházi pályára szánták. Ennek megfelelően kánonjogi és teológiai doktorátust szerzett, 1504-ben pedig Tarbes püspökévé és a cisztercita nizors-i apátság kommendánsává nevezték ki. 1508-ban szintén a ciszterci escaladieu-i apátság kommendánsa lett. Fivére 1511-ben marsalli kinevezést kapott; ugyanebben az évben rokonuk, Gaston de Foix-Nemours herceg lett a Milánói Hercegség kormányzója. Gaston 1512-ben elesett, Odet pedig súlyos sérülése után visszatért Franciaországba, ahol Guyenne kormányzóságát bízták rá. Thomas 1513-ban döntött úgy, hogy egyházi javadalmairól lemondva maga is katonai pályára lép.
1515-ben fivérével együtt részt vett a frissen trónra került I. Ferenc király hadjáratán, melynek eredményeképpen a Milánói Hercegség francia kézre került. A Foix-testvérek a térségben maradtak helytartóként; Thomas segített X. Leó pápának 1516-ban, hogy megszerezze unokaöccse, II. Lorenzo de’ Medici számára az Urbinói Hercegséget. 1518-ban marsallá nevezték ki; a milánóiakkal szembeni keménykezűsége miatt Pármába kellett menekülnie, míg fivére a felmentésére nem érkezett.
1521-ben kitört a hatodik itáliai háború. Prospero Colonna pápai és spanyol hadai kiszorították a Foix-k vezette franciákat Milánóból, akik 1522 áprilisában, a város melletti bicoccai csatában súlyos vereséget szenvedtek a spanyol muskétásoktól. Lescun itt az elővédet vezette, lovát kilőtték alóla, ő maga pedig súlyosan megsebesült. Itália elvesztéséért visszakerültek Franciaországba, Odet pedig az 1525-ben indított nagy francia hadjáratból is kimaradt Thomas-val ellentétben. A támadás február 24-én a katasztrofális paviai vereséggel végződött a franciák számára, amiben számos nagy hadvezérük elesett, Ferenc király pedig fogságba került. Lescun vitézül harcolt a csatában, a király megsegítésére sietve sebesült meg. Fogságba esett, de néhány napra rá belehalt sérüléseibe.

## Fordítás
Ez a szócikk részben vagy egészben  a   Thomas de Foix című francia Wikipédia-szócikk ezen változatának fordításán alapul.  Az eredeti cikk szerkesztőit annak laptörténete sorolja fel. Ez a jelzés csupán a megfogalmazás eredetét és a szerzői jogokat jelzi, nem szolgál a cikkben szereplő információk forrásmegjelöléseként.